# 데페청서
데페청서(학명 : Sciurus deppei)는 다람쥐과 청서속에 속하는 설치류의 일종이다. 벨리즈와 코스타리카, 엘살바도르, 과테말라, 온두라스, 멕시코, 니카라과의 토착종이다.

## 특징
데페청서는 개체에 따라 다양한 색을 띤다. 몸의 전체적인 털 색은 회색에서 누르스름한 갈색 또는 녹빛 갈색을 띠는 반면에 얼굴은 회색이다. 다리는 짙은 회색 또는 녹빛을 띤다. 꼬리 윗면은 검고 일부 흰 털이 섞여 있는 반면에 꼬리 아랫면은 누르스름한 오렌지색부터 녹빛을 띠고 꼬리 끝의 털은 희다. 계절에 따른 털 색의 변화는 꼬리 끝의 흰 부분을 제외하고는 보통 볼 수 없으며, 귀 뒷부분의 털 반점은 여름철에는 사라진다. 데페청서 암컷 평균 몸무게는 약 287.3g이고 몸길이는 210.2mm, 꼬리 길이는 169.4mm로 수컷 보다 약간 크다. 수컷의 평균 몸무게는 268.3g이고 몸길이는 207.2mm, 꼬리 길이는 176.0mm이다. 암수 크기가 서로 비슷하지만 암컷이 수컷보다 약간 큰 경향이 있다.

## 분포 및 서식지
데페청서의 분포 지역은 대부분의 다른 다람쥐 종과 겹친다. 멕시코와 코스타리카, 과테말라, 치아파스 주에서 발견된다. 분포 지역에 과테말라 티칼 국립공원이 포함되고, 마야 유적지 주변 지역에서 발견될 수 있다. 관광객이 많은 이 지역에서 사람이 동물 개체수에 영향을 주는 지 알아보기 위해 연구가 이루어졌고, 통제 지역보다 유적지 주변에서 데페청서 개체수가 더 많이 발견된다는 사실이 밝혀졌다. 국제 자연 보전 연맹(IUCN)에 의하면 데페청서 개체수는 안정적이다.
데페청서는 다양한 서식지에서 발견되는 종으로 알려져 있다. 식물이 울창한 습윤 열대 숲이 있는 저지대 지역을 좋아하는 경향이 있다. 중앙아메리카에서 발견되고 아주 다양한 기후 지역에서 발견되기 때문에 여러 서식지에서 발견될 수 있다. 데페청서 두개골을 살펴 보면 이 지역에 서식하는 것이 확실하다.

## 습성
데페청서는 주행성 동물로 낮 동안에 아주 활동적이다. 나무 위에서 생활하는 수상성 동물이지만, 먹이를 구하는 시간의 30~60%는 땅에서 보낸다. 땅에서 먹이를 구할 때 먹이는 씨앗과 견과류, 새싹, 곤충, 열매 등이다. 군집성 동물로 간주되지 않고, 아주 작은 집단 속에서 지낸다. 자신의 영역에 침입자가 없는 한 비교적 조용히 지내며, 꼬리를 흔드는 것을 포함하여 아주 높은 소리를 들을 수 있다. 아주 조용하고 몸의 털 색 때문에 나무 줄기 속에 모습을 감추고 사람들로부터 몸을 숨길 수 있다. 움직이지 않을 때 위장을 아주 잘 하기 때문에 발견하기 아주 어렵다.
데페청서는 일년 내내 번식할 수 있지만 일반적으로 건기가 끝나는 무렵에 보인다. 보통 2~8마리의 새끼를 상당히 다양하게 낳지만, 보통 평균적으로 약 4마리를 낳는다. 대부분의 청서속 다람쥐는 암컷 포유류가 모유를 만드는 4개의 유방을 갖고 있지만, 데페청서는 겨우 3개의 기능적인 유방만을 갖고 있다.

## 아종
5종의 아종이 알려져 있다.
- S. d. deppei
- S. d. matagalpae
- S. d. miravallensis
- S. d. negigens
- S. d. vivax